# 鈴木義隆
鈴木 義隆（すずき よしたか、1869年7月2日（明治2年5月23日）- 1944年（昭和19年）12月31日）は、日本の政治家。衆議院議員（2期）。

## 経歴
越後国頸城郡、のちの新潟県中頸城郡代石村（大出口村、吉川村、吉川町代石を経て現上越市吉川区代石）で、政治家鈴木昌司の長男として生まれる。私塾で学ぶ。日清、日露の両戦役に参加。自由通信社取締役となる。
1920年の第14回衆議院議員総選挙において新潟12区から立憲政友会公認で立候補して初当選。1924年の第15回衆議院議員総選挙では政友本党公認で立候補したが落選。1930年の第17回衆議院議員総選挙では新潟4区から立憲政友会公認で立候補したが落選。1932年の第18回衆議院議員総選挙では無投票で当選した。1936年の第19回衆議院議員総選挙で落選した。1944年死去。